# Jean-Jacques Ambert
Jean-Jacques Ambert (30 de septiembre de 1765 - 20 de noviembre de 1851) fue un militar francés que estuvo al mando de una división en varios enfrentamientos durante las guerras revolucionarias francesas. Se embarcó en un navío de línea francés durante la guerra de Independencia de los Estados Unidos y estuvo en acción varias veces. Al comienzo de las guerras revolucionarias francesas, comandó un batallón y, a partir de entonces, disfrutó de una rápida promoción. Dirigió una división en las batallas de Kaiserslautern de 1793 y 1794, Luxemburgo, Handschusheim y Mannheim en 1795, y Kehl en 1796. Su carrera más tarde fue eclipsada debido a su asociación con dos comandantes del ejército francés sospechosos de traición. Pasó gran parte de las guerras napoleónicas al mando de una isla del Caribe, limpiando su nombre y ocupando puestos en el interior. Su apellido es uno de los nombres inscritos bajo el Arco del Triunfo.

## Primeros años
Ambert nació el 30 de septiembre de 1765 en Saint-Céré, en lo que más tarde se convirtió en el departamento de Lot. Sus padres fueron Jacques Ambert y Marianne Rouchon. En 1780 se embarcó como voluntario a bordo del Pluton (74) durante la guerra de Independencia de los Estados Unidos. Durante ese conflicto, participó en la batalla de Martinica durante el intento de reconquista de Santa Lucía en 1780 y en la exitosa invasión de Tobago en mayo y junio de 1781. El Pluton también participó en la batalla de Chesapeake el 5 de septiembre de 1781. Más tarde, el barco formó parte del escuadrón del almirante Louis-Philippe de Vaudreuil que luchó en la batalla de los Santos en abril de 1782. El Pluton sobrevivió a esa derrota porque hizo escala en Portsmouth, Nuevo Hampshire, el 10 de octubre de 1782. Ambert regresó a Francia en 1783.

## Revolución francesa
Al comienzo de la guerra de la Primera Coalición, Ambert se convirtió en chef de bataillon (mayor) del 2.º batallón de Lot. Obtuvo una rápida promoción. El 22 de septiembre de 1793 fue nombrado general de brigada y el 12 de noviembre de 1793 fue elevado al grado de general de división. Dirigió una división en el Ejército del Mosela de Lazare Hoche en la batalla de Kaiserslautern del 28 al 30 de noviembre de 1793. Su mando incluía tres brigadas mandadas por Jean Baptiste Olivier, Henri Simon y Joinville. En total, Ambert dirigió un batallón de granaderos, seis regulares y seis voluntarios, cuatro escuadrones de caballería regulares y cuatro voluntarios, 14 cañones y media compañía de zapadores. Con el tiempo, Ambert se hizo amigo de varios generales influyentes, incluidos Hoche, Jean Baptiste Kléber, Louis Charles Antoine Desaix, Jean-Charles Pichegru y Jean Victor Marie Moreau.

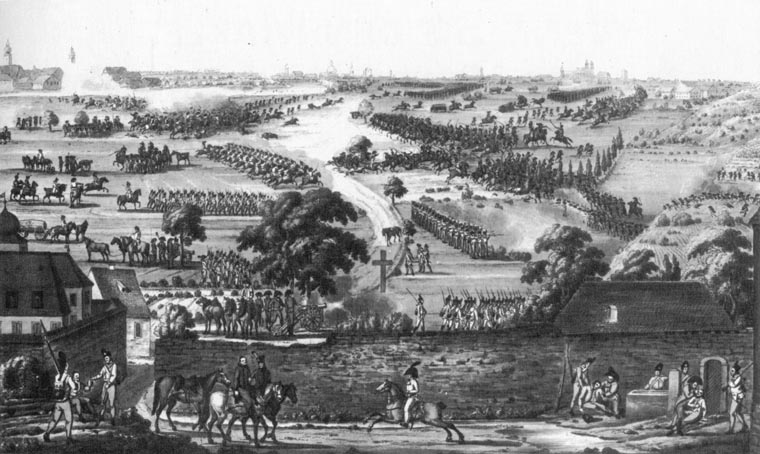
La división de Ambert estaba en el lado equivocado del río Neckar cuando la división de Dufour fue aplastada en la batalla de Handschuhsheim

La división de 5000 hombres de Ambert fue derrotada en la segunda batalla de Kaiserslautern el 23 de mayo de 1794. Perdió 1000 hombres, 17 cañones y dos estandartes, al ser superado en número por un ejército de 46 000 prusianos. El 21 de noviembre de 1794, el Ejército del Mosela dirigido por Jean René Moreaux inició el sitio de Luxemburgo. Bajo el mando de Moreaux había tres divisiones al mando de Ambert, Jean-Baptiste Debrun y Guillaume Péduchelle, con un total de 19 800 soldados. Dado que fue suspendido el Ejército de Mosela, la fuerza fue denominada como el Ejército ante Luxemburgo. El 12 de diciembre, las tres divisiones involucradas en el bloqueo estaban dirigidas por Ambert, Debrun y Alexandre Camille Taponier. La guarnición austriaca contaba con aproximadamente 12 000 hombres. El 10 de febrero de 1795, Moreaux murió de fiebre en Thionville y se le ordenó a Ambert que asumiera el mando del Ejército ante Luxemburgo. A finales de marzo, tres divisiones del Ejército de Sambre-et-Meuse al mando de Jacques Maurice Hatry reemplazaron a la fuerza de asedio. En este momento Ambert volvió al mando de su división en el Ejército del Rin y el Mosela.
Su 6.ª División del Ejército del Rin y el Mosela de Pichegru luchó en la batalla de Handschuhsheim del 24 de septiembre de 1795. Uno de sus comandantes de brigada era Louis Nicolas Davout. Pichegru envió dos divisiones para apoderarse de la base austriaca en Heidelberg, pero avanzaron por las orillas opuestas del río Neckar. Durante la acción, el comandante austriaco Peter Vitus von Quosdanovich aplastó a la 7.ª División de Georges Joseph Dufour en la orilla norte. Numerosos sobrevivientes de Dufour escaparon a través de un vado para unirse a la 6.ª División en la orilla sur. Ambert entró en acción el 18 de octubre de 1795 en la batalla de Mannheim. Las fuerzas francesas fueron expulsadas de su campamento a la ciudad con pérdidas de 2000 hombres y tres cañones. Los austriacos sufrieron solo 709 bajas en el asunto.
Ambert se casó con Amable Sophie de Maurès de Malartic (m. 1855) el 18 de junio de 1796. Dirigió la 1.ª División en el sitio de Kehl, que duró del 10 de noviembre de 1796 al 9 de enero de 1797 y terminó con una victoria austriaca. La división de Ambert constaba de dos brigadas al mando de Davout y Charles-Mathieu-Isidore Decaen. Davout dirigió las 3.ª, 10.ª y 31.ª brigadas de infantería de línea, mientras que Decaen comandó las 44.ª y 62.ª brigadas de infantería de línea. Cada media brigada constaba de tres batallones. Kehl era una cabeza de puente fortificada que Moreau construyó en la orilla este del Rin. En octubre de 1796, el Archiduque Carlos ordenó a Maximilian Anton Karl que redujera la cabeza de puente y colocó a 52 batallones de infantería y 46 escuadrones de caballería bajo su mando. Después de semanas de amargas luchas, los austriacos finalmente capturaron la mayoría de las fortificaciones francesas. Después de las negociaciones, los franceses evacuaron Kehl y se retiraron a la orilla occidental del Rin.

## Imperio

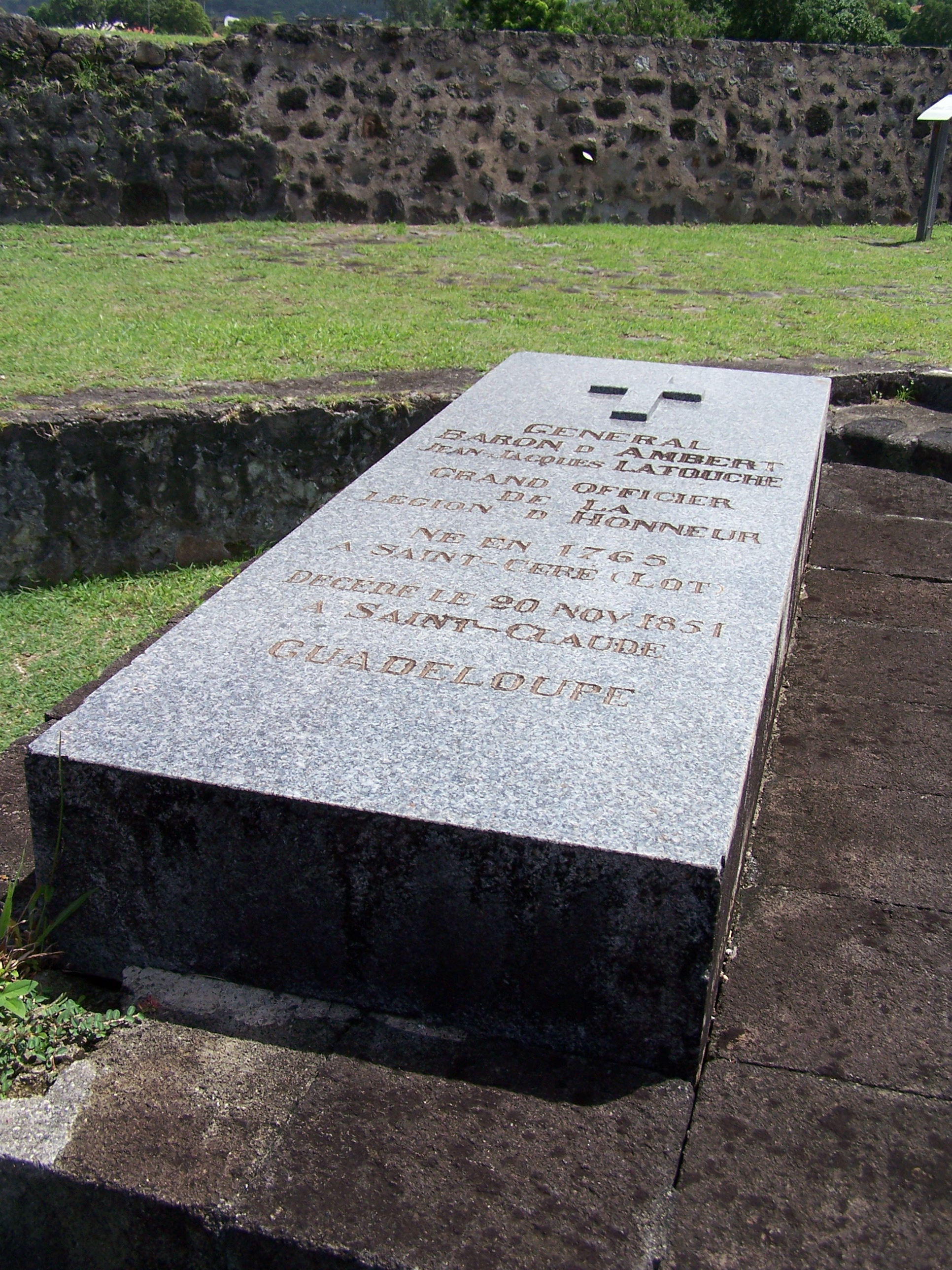
La tumba de Ambert se encuentra en Fuerte Delgrès, Basse-Terre, Guadalupe

Su asociación con los generales caídos en desgracia Pichegru y Moreau provocó el declive de la carrera de Ambert. Fue enviado a Guadalupe para ser su gobernador militar. En 1808 fue destituido sumariamente de este cargo cuando la isla se sumió en un desorden civil. Se le culpó de mantenerse al margen y no hacer nada para detener los problemas. Regresó a Francia y exigió un juicio. Absuelto de irregularidades en 1812 por un consejo de guerra, fue nombrado comandante de la 17.ª División Militar en Holanda en 1813. Fue nombrado barón del Imperio el 6 de noviembre de 1813.
Después de la abdicación de Napoleón, Ambert recibió la Cruz de Comendador de la Legión de Honor el 9 de noviembre de 1814. También fue condecorado con la Orden de San Luis, probablemente al mismo tiempo. En 1815 ocupó el mando de la 9.ª División Militar. Cuando Napoleón volvió, Ambert trató de darle un consejo, pero fue ignorado. Sin embargo, se unió a Napoleón durante los Cien Días y se le pidió que defendiera la línea del Canal de l'Ourcq. Pronto se retiraría del ejército.
Murió el 20 de noviembre de 1851 en la isla de Basse-Terre en Guadalupe. Recibió la Gran Cruz de la Legión de Honor el 29 de julio, unos meses antes de su muerte. Él y su esposa tuvieron tres hijos. Eran Joachim (1804-1890) que se casó con Julie Hopkins (m. 1882), Marie-Anne que se casó con el barón François-Bertrand Dufour (1765-1832) y Jean-Marie-Gustave (1810-1890) que se casó con Catherine Léontine de Lagarde (m. 1900). AMBERT es uno de los nombres inscritos en el Arco del Triunfo, en la quinta columna.